# Джеймс, Уильям Хартфорд
Уи́льям Ха́ртфорд Джеймс (англ. William Hartford James; 5 октября 1831 — 1 февраля 1920) — американский политик, губернатор Небраски.

## Биография
Уильям Хартфорд Джеймс родился 5 октября 1831 года в Марионе, штат Огайо, в семье Айзека Эвана Джеймса и Бетти Бейтс. Он окончил местную государственную школу, два года обучался в академии Мариона, работал клерком, а также на семейной ферме. Джеймс по собственной инициативе начал изучать право и в 1853 году переехал в Де-Мойн, штат Айова, где начал работать в юридической фирме Bates and Finch. В 1855 году он был принят в коллегию адвокатов Айовы, открыл свою юридическую практику в Sergeant Bluff, штат Айова, а затем и в округе Дакота, штат Небраска, куда переехал в 1857 году.
Джеймс занялся политикой в 1857 году, выступив председателем съезда Демократической партии округа Дакота. В 1858 году он был членом правления Дакота-Сити, в 1859 году был избран олдерменом Дакота-Сити, в 1860 году был мировым судьёй округа, а с 1861 по 1864 год служил окружным прокурором. В 1864 году президент Авраам Линкольн назначил Джеймса регистратором земельного управления округа Дакота, а в 1870 году он был избран секретарём штата от Республиканской партии.
2 июня 1871 года губернатор Дэвид Батлер был отстранён от должности, и Джеймс, как секретарь штата, занял его место. Во время его пребывания в должности были сформированы несколько новых округов. Джеймс окончил оставшийся срок Батлера и вышел в отставку 13 января 1873 года. С 1871 по 1873 год он также был членом попечительского совета университета Небраски-Линкольна. Джеймс вернулся к своей юридической практике, а в 1877 году был назначен регистратором земельного управления в Колфаксе, штат Вашингтон, и занимал эту должность до самой смерти.
12 февраля 1857 года Джеймс женился на Луизе Эплер, у них было три дочери и сын. Уильям Хартфорд Джеймс умер 1 февраля 1920 года и был похоронен на кладбище Колфакса.